# 双河镇 (旬阳市)
双河镇，是中华人民共和国陕西省安康市旬阳市下辖的一个行政建制镇。
2011年，陕西省人民政府调整全省乡镇，庙坪乡并入。时庙坪乡管辖高坪村、竹园子村、金盆村、石圈村、擅木村、平河村、望月村、焦山碥村。

## 行政区划
双河镇下辖以下地区：
双河社区、谢家老庄村、水洞村、金竹村、莲花台村、鲤鱼村、庙沟村、三岔村、早阳坪村、卷棚村、马家沟口村、胡坪村、锅厂村、高坪村、竹园子村、金盆村、石圈村、擅木村、平河村、望月村和焦山碥村。